# Pointe-Claire
Pointe-Claire es una ciudad de la provincia de Quebec, Canadá. Es una de las ciudades que conforman la Comunidad metropolitana de Montreal y a su vez, hace parte de la aglomeración de Montreal y de la región administrativa de Montreal. Hace parte de las circunscripciones electorales de 	Jacques-Cartier	a nivel provincial y de Lac-Saint-Louis y Notre-Dame-de-Grâce−Lachine a nivel federal.

## Geografía
Pointe-Claire se encuentra ubicada en las coordenadas 45°26′00″N 73°48′00″O / 45.43333, -73.80000. Según Statistique Canada, tiene una superficie total de 18,88 km² y es una de las 1135 municipalidades en las que está dividido administrativamente el territorio de la provincia de Quebec.

## Demografía
Según el censo de Canadá de 2011, había 30 790 personas residiendo en esta ciudad con una densidad poblacional de 1631 hab./km². Los datos del censo mostraron que de las 30 161 personas censadas en 2006, en 2011 hubo un aumento poblacional de 629 habitantes (2,1%). El número total de inmuebles particulares resultó de 12 482 con una densidad de 661,12 inmuebles por km². El número total de viviendas particulares que se encontraban ocupadas por residentes habituales fue de 12 067.